# Leave No Trace
Leave No Trace es una película estadounidense de drama de 2018, dirigida por Debra Granik y escrita por Granik y Anne Rosellini, basada en el libro My Abandonment, de Peter Rock novelista La trama sigue a un padre veterano con trastorno por estrés postraumático (Ben Foster) que vive en el bosque con su joven hija (Thomasin McKenzie). Se estrenó en el Festival de Cine de Sundance de 2018, y fue estrenada en cines por Bleecker Street en Estados Unidos el 29 de junio de 2018.

## Sinopsis
Un padre y su hija de 13 años viven en los bosques de una reserva natural de Oregón sin que nadie lo sepa y sin contacto con el mundo moderno. Un pequeño error pone tras su pista a las autoridades y en riesgo su hasta entonces idílica existencia.

## Elenco
- Ben Foster como Will, padre de Tom.
- Thomasin McKenzie como Tom, hija de Will.
- Jeff Kober como el Señor Walters, el dueño de una granja de árboles.
- Dale Dickey como Dale, el líder del campamento de casas rodantes.
- Dana Millican como Jean Bauer, una trabajadora social.
- Alyssa Lynn como Valerie.
- Ryan Joiner como Tiffany.

## Producción

### Rodaje
La fotografía principal se llevó a cabo durante la primavera de 2017, en Portland, Oregón. El Eagle Fern Park, en el Condado de Clackamas, fue utilizado para las escenas principales en los bosques.